# Бахари (посёлок)
Бахари — посёлок в Красновишерском районе Пермского края. Входит в состав Красновишерского городского поселения.

## Географическое положение
Расположен на правом берегу реки Вишеры, к северу от Красновишерска, напротив посёлка Набережный. Примерно в 6 км к северо-западу от посёлка (по прямой) находится вершина горы Полюдов Камень (527 м).

## Население
| 2010 |
| ---- |
| 46   |

## Топографические карты
- Лист карты P-40-127,128 Красновишерск. Масштаб: 1 : 100 000. Состояние местности на 1982 год. Издание 1988 г.